# ستريتس تايمز
ستريتس تايمز (بالإنجليزية: The Straits Times) هي صحيفة يومية تصدر باللغة الإنجليزية مقرها سنغافورة، مملوكة حاليًا من قبل صحافة سنغافورة القابضة. تُعد الصحيفة أكبر صحف البلاد توزيعًا، بالشراكة مع صحيفة صنداي تايمز، حيث توزع يوميًا ما يقرب من 365.800 نسخة.
أنشِئت الصحيفة بتاريخ 15 يوليو عام 1845 باسم «ذا ستريتس تايمز وجورنال سينغابور أوف كومرس» (The Straits Times and Singapore Journal of Commerce)، في الأيام الأولى للحكم الاستعماري البريطاني، ويمكن اعتبارها خليفة لمختلف الصحف الأخرى في ذلك الوقت مثل سنغافورة كرونيكل. بعد أن أصبحت سنغافورة مستقلة عن ماليزيا في 9 أغسطس 1965، أصبحت الصحيفة أكثر تركيزًا على الجزيرة مما أدى إلى إنشاء نيو ستريتس تايمز للقراء الماليزيين.
هناك طبعة تصدر من ميانمار وبروناي، مع طبع حوالي 5000 و2500 صحيفة على التوالي. تنشر الصحيفة إثنتين من الصحف اليومية باللغة الإنجليزية وهما: صحيفة ذا بروسشيت وصحيفة بوسينيس تايمز، وكلاهما صحف ورقية. يذكر أن صحيفة ستريتس تايمز عضو في شبكة أخبار آسيا.

## وصلات خارجية
- ستريتس تايمز على موقع الموسوعة البريطانية (الإنجليزية)
- الموقع الرسمي
- ستريتس تايمز على موقع واي باك مشين (فهرس أرشيفي) (بالإنجليزية)
- أرشيف بمقالات «ستريتس تايمز» نسخة محفوظة 11 يوليو 2017 على موقع واي باك مشين. (بالإنجليزية)
- منصة بحث رقمي بأعداد صحف سنغافورة المنشورة خلال الفترة 1831-2013 (بالإنجليزية)